# ميميتو بياي
ميميتو بياي (12 ديسمبر 1997 في غينيا بيساو - ) هو لاعب كرة قدم من غينيا بيساو في مركز الوسط يلعب في نادي الإمارات.

## روابط خارجية
- ميميتو بياي على موقع قاعدة بيانات كرة القدم.إي يو (الإنجليزية)
- ميميتو بياي على موقع Soccerway.com (الإنجليزية)